# Theridion ellicottense
Theridion ellicottense är en spindelart som beskrevs av Dobyns och Bond 1996. Theridion ellicottense ingår i släktet Theridion och familjen klotspindlar. Inga underarter finns listade i Catalogue of Life.